# Hymenolobium excelsum
Hymenolobium excelsum es una especie de planta floral del género Hymenolobium, tribu Dalbergieae, subfamilia, Faboideae.

## Distribución
Se distribuye por Bolivia, norte de Brasil, Colombia, Guayana Francesa, Perú y Venezuela. Crece en el bioma tropical húmedo.

## Taxonomía
Fue descrita por Ducke y publicada en Arch. Jard. Bot. Rio de Janeiro 1: 38 (1915).
Sinónimos heterotípicos
- Hymenolobium elatum Ducke in Arch. Jard. Bot. Rio de Janeiro 1: 38 (1915).[2]